# Laasbium
Laasbium – wymarły rodzaj owadów z rzędu skorków i podrzędu Neodermaptera, obejmujący tylko jeden znany gatunek: Laasbium agassizii.
Rodzaj ten opisany został w 1900 roku przez Samuela Hubbarda Scuddera jako chrząszcz z rodziny kusakowatych. Według Scuddera przypominać miał rodzaj Lathrobium z podrodziny żarlinków. Lee Herman przeniósł go w 2001 do podrodziny kusaków. Ponowne przebadanie okazów pozwoliło Stylianosowi Chatzimanolisowi i Michaelowi Engelowi przenieść ów rodzaj do skorków z podrzędu Neodermaptera, choć bez przyporządkowywania do rodziny.
Scudder swojego opisu rodzaju dokonał na podstawie serii skamieniałości znalezionych w Florissant w Kolorado (Stany Zjednoczone) i pochodzących z przełomu eocenu i oligocenu. Wyróżnił on w jego obrębie dwa gatunki: typowy: Laasbium agassizii oraz Laasbium sectile. Chatzimanolis i Engel wyznaczyli okaz MCZ 1524 jako lektotyp gatunku typowego. Okaz MCZ 1523 uznali za prawdopodobnie należący do innego gatunku, ale zbyt niekompletny do podjęcia decyzji taksonomicznej. Okaz MCZ 2440 wyłączyli z rodzaju Laasbium i sklasyfikowali jako nieoznaczonego przedstawiciela nadrodziny Forfilculoidea. Gatunek L. sectile również okazał się nie należeć do rodzaju Laasbium, jednak jego niekompletność nie pozwoliła na klasyfikację rodzajową, stąd Chatzimanolis i Engel uznali jego rodzaj za  incertae sedis.
Owad ten miał głowę wyposażoną w czułki zbudowane z co najmniej 11 członów i przynajmniej tak długie jak pokrywy (tegminy). Prawie kwadratowe w zarysie przedplecze cechowały wypukłe brzegi boczne. Pokrywy były dwukrotnie dłuższe niż szerokie i półtora raza szersze od przedplecza. Przednia para odnóży miała maczugowate biodra, natomiast tylna zaopatrzona była w trójczłonowe stopy. Dwukrotnie dłuższy od pokryw, walcowaty w kształcie odwłok miał prawie równoległe boki. Długość ostatniego z jego tergitów była równa lub nieco mniejsza niż tergitu przedostatniego, a szerokość mniejsza niż rzeczonego. Kształt ostatniego tergitu był poprzeczny a jego powierzchnia pozbawiona guzków. Stosunkowo szerokie u nasady przysadki odwłokowe nie były szeroko rozstawione.